# Rio Inhacorá
O Rio Inhacorá é um curso de água do noroeste do estado do Rio Grande do Sul, pertencente a região hidrográfica dos Rios Turvo, Santa Rosa e Santo Cristo. Sua nascente está localizada entre os municípios de Chiapeta e Santo Augusto e sua foz é próxima ao município de São José do Inhacorá, desaguando no Rio Buricá. Dentre os seus afluentes, destaca-se o Rio do Frade. O referido rio banha os municípios de Santo Augusto, Chiapeta, São Valério do Sul, Inhacorá, Alegria, São Martinho, Boa Vista do Buricá e São José do Inhacorá.

## Turismo
No seu leito encontram-se várias quedas de água, com potencial turístico. No limite entre os municípios de São Valério do Sul e Chiapeta localiza-se a Cascata São Judas. O local fica próximo da localidade de São Judas Tadeu, Chiapeta.
No limite entre Alegria e São Martinho é encontrada a Cachoeira do Rio Inhacorá, também conhecida como Cascata da Noiva. A queda d'água fica localizada nas proximidades da localidade de Espírito Santo, Alegria.
Nas proximidades da localidade de Linha Pardo, Boa Vista do Buricá e de Linha Usina, São José do Inhacorá, está localizada uma antiga usina hidrelétrica do Rio Inhacorá. Hoje o local é um atrativo turístico de ambos os municípios.